# Trenton Lee Stewart
Pour les articles homonymes, voir Stewart.
 (décembre 2020).
Si vous disposez d'ouvrages ou d'articles de référence ou si vous connaissez des sites web de qualité traitant du thème abordé ici, merci de compléter l'article en donnant les références utiles à sa vérifiabilité et en les liant à la section « Notes et références ».
Œuvres principales
- Série Le Mystérieux Cercle Benedict

Trenton Lee Stewart, né le 27 mai 1970 à Hot Springs en Arkansas, est un auteur américain surtout connu pour sa série de livres Le Mystérieux Cercle Benedict. Il est diplômé du Hendrix College (en) et de l'Iowa Writers' Workshop. Il vit à Little Rock en Arkansas.

## Vie et carrière
Trenton Lee Stewart naît le 27 mai 1970, fils de Jerry et Sandy Stewart, et il grandit à Hot Springs (Arkansas). En 1992, Stewart obtient un baccalauréat en anglais au Hendrix College (en). Par la suite, il assiste à l' atelier des écrivains de l'Université de l'Iowa, où il reçoit sa maîtrise en écriture créative en 1995. Trenton enseigne à l'Iowa Summer Writing Festival et, après avoir déménagé à Cincinnati, à l'Université de Miami de l'Ohio en 2005. Après cela, il retourne en Arkansas.
Les premiers romans de Stewart ont été Flood Summer publié en 2005 et Le Mystérieux Cercle Benedict en 2007 ; ces livres ont été sur la liste des meilleures ventes du New York Times pendant plus d'un an.[réf. nécessaire]

## Œuvres

### UniversLe Mystérieux Cercle Benedict

#### SérieLe Mystérieux Cercle Benedict
1. Le Mystérieux Cercle Benedict, Bayard Jeunesse, 2013 ((en) The Mysterious Benedict Society, 2007), trad. Jean-Baptiste Dupin, 541 p.  (ISBN 978-2-7470-3436-4)
2. Le Mystérieux Cercle Benedict et le Périlleux Voyage, Bayard Jeunesse, 2013 ((en) The Mysterious Benedict Society and the Perilous Journey, 2008), trad. Jean-Baptiste Dupin, 491 p.  (ISBN 978-2-7470-3437-1)
3. Le Mystérieux Cercle Benedict et le Dilemme du prisonnier, Bayard Jeunesse, 2014 ((en) The Mysterious Benedict Society and the Prisoner's Dilemma, 2009), trad. Jean-Baptiste Dupin, 404 p.  (ISBN 978-2-7470-3438-8)

#### Romans indépendants
- L'Enfance extraordinaire de Nicholas Benedict, Bayard Jeunesse, 2014 ((en) The Extraordinary Education of Nicholas Benedict, 2012), trad. Jean-Baptiste Dupin, 472 p.  (ISBN 978-2-7470-4951-1)
- (en) The Mysterious Benedict Society and the Riddle of Ages, 2019

### SérieLes Gardiens des secrets
- (en) The Secret Keepers, 2016
  1. Les Gardiens des secrets, Pocket Jeunesse, 2018, trad. Juliette Lê, 302 p.  (ISBN 978-2-266-27697-9)
  2. La Course contre la montre, Pocket Jeunesse, 2018, trad. Isabelle Chapman et Juliette Lê, 280 p.  (ISBN 978-2-266-29276-4)

### Roman indépendant
- (en) Flood Summer, 2005

### Recueil de nouvelles
- (en) The Black Madonna Shrine and Grotto and other stories, 1995